# Ластовиря, Вячеслав Николаевич
Вячеслав Николаевич Ластовиря (род. 1948) — специалист в области электросварки. Доктор технических наук, профессор, заведующий кафедрой «Оборудование и технологии сварочного производства» Московского политехнического университета.

## Биография
Вячеслав Николаевич Ластовиря родился в 1948 году. В 1971 году окончил МВТУ им. Н. Э. Баумана по специальности инженера-электромеханика. В 1984 году учился на инженерном потоке в МГУ им. М. В. Ломоносова по специальности прикладная математика.
По окончании МВТУ им. Н. Э. Баумана работал в институте в должности инженера, старшего инженера. В 1974—1976 годах учился в аспирантуре на кафедре сварки МВТУ им. Н. Э. Баумана. Его научными руководителями были Акулов А. И. и Гладков Э. А. В 1977 годы защитил диссертацию на тему: «Повышение стабильности процесса электронно-лучевой сварки на основе оперативного контроля параметров пучка и идентификации формы парогазового канала». Получил ученую степень кандидата технических наук. Продолжил работу в должности старшего научного сотрудника в «Научно-исследовательском и конструкторском институте монтажной технологии» (НИКИМТ, Министерства среднего машиностроения) в лаборатории электронно-лучевых технологий. С его участием в лаборатории были разработаны и изготовлены адаптивные неоптимальные системы автоматического управления электронно-лучевой сваркой (АСНИ ЭЛС).
С 1991 года Вячеслав Николаевич работал в Московском энергетическом институте в должности доцента. В 2002 году защитил докторскую диссертацию в МВТУ на тему: «Повышение стабильности процесса электронно-лучевой сварки на основе оперативного контроля параметров пучка и идентификации формы парогазового канала». Получил ученую степень доктора технических наук и звание профессора.
В 2003 году перешёл на работу в Московский государственный индустриальный университет (МГИУ) заведующим кафедрой. Был избран на эту должность в 2004 году. Продолжает работать в этой должности и после вхождения МГИУ в Университет машиностроения (МАМИ), и далее, в свою очередь — в Московский политехнический университет. В университете ведет курсы: «Физические процессы и явления в сварочной технике», «Автоматизация сварочных процессов», «Математическое моделирование и САПР процессов в сварке», «Источники питания для сварки», «Физические основы генерации концентрированных потоков энергии (КПЭ)», «Математические методы в инженерии» и др.
Вячеслав Николаевич Ластовиря состоит в диссертационном совете МГТУ им. Н. Э. Баумана, является членом экспертного совета Московского политехнического университета, членом Центрального дома учёных.

## Награды и звания
Почетный работник МГИУ.

## Труды
- Lastovirya V.N., Novokreshchenov V.V., Rodyakina R.V. Restoration of the geometry and properties of rollers of the lower section of bearings by surfacing // Welding International. 2015. Vol. 29. № 10. PP. 815—818.
- Lastovirya V.N., Novokreshchenov V.V., Rodyakina R.V. Formation of the substructure and crystallography of welded joints in tungsten single crystals //Welding International. −2016. −Vol. 30. № 3. PP. 224—228.
- Румянцев Е. Н., Ластовиря В. Н. Использование термоэмиссии с поверхности парогазового кратера для контроля положения стыка при ЭЛС //Сварка и диагностика. 2011. № 1. С. 21—25.
- Ластовиря В. Н., Новиков В. В., Толочков П. Д., Ивочкин И. М., Киримов Ф. Ю. Восстановление деталей гусеничного хода машин дуговой наплавкой под флюсом // Ремонт, восстановление, модернизация. 2011. № 7. С. 11—13.
- Ластовиря В. Н. Принципы управления формой проплава в технологическом процессе электронно-лучевой сварки/ Машиностроение и инженерное образование. 2008. N 3.
- Ластовиря В. Н., Новокрещенов В.В, Родякина Р. В. Восстановление геометрии и свойств роликов устройства донной разгрузки наплавкой // Сварочное производство. 2014. № 10.  С. 27—32.
- Ластовиря В. Н., Новокрещенов В.В, Родякина Р. В. Использование электронно-лучевой сварки для создания термоэмиссионных преобразователей (ТЭП) из монокристаллов вольфрама // Глобальная ядерная безопасность. 2015. № 3 (16). С. 27—35.
- Ластовиря В. Н. К вопросу управления формой проплава в процессе ЭЛС как системе «источник энергии — парогазовый кратер»//Известия Тульского государственного университета. Технические науки.−2015. № 6-2. С. 263—271.
- Ластовиря В. Н., Новокрещенов В. В., Родякина Р. В. Формирование субструктуры и кристаллографии сварных соединений монокристаллов вольфрама // Сварочное производство. 2015. № 3. С. 20—25.
- Ластовиря В. Н. Управления формой проплава в процессе электронно-лучевой сварки как системе «источник энергии — парогазовый кратер» /«Сварочное производство в машиностроении: перспективы развития» 02-05 октября 2012 года. ДГМА, Краматорск.